# Sint-Lambertuskapel (Eupen)

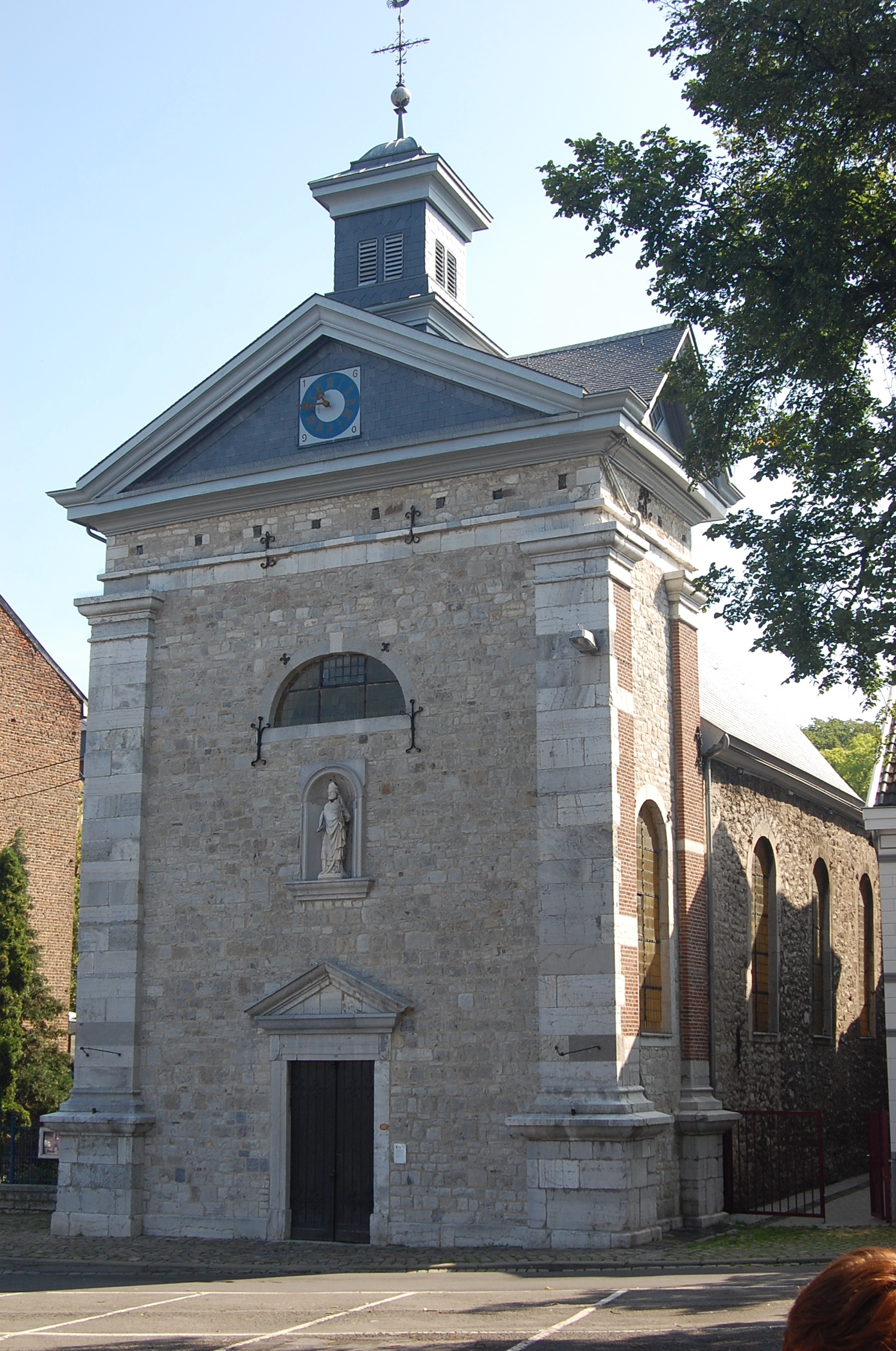
Sint-Lambertuskapel

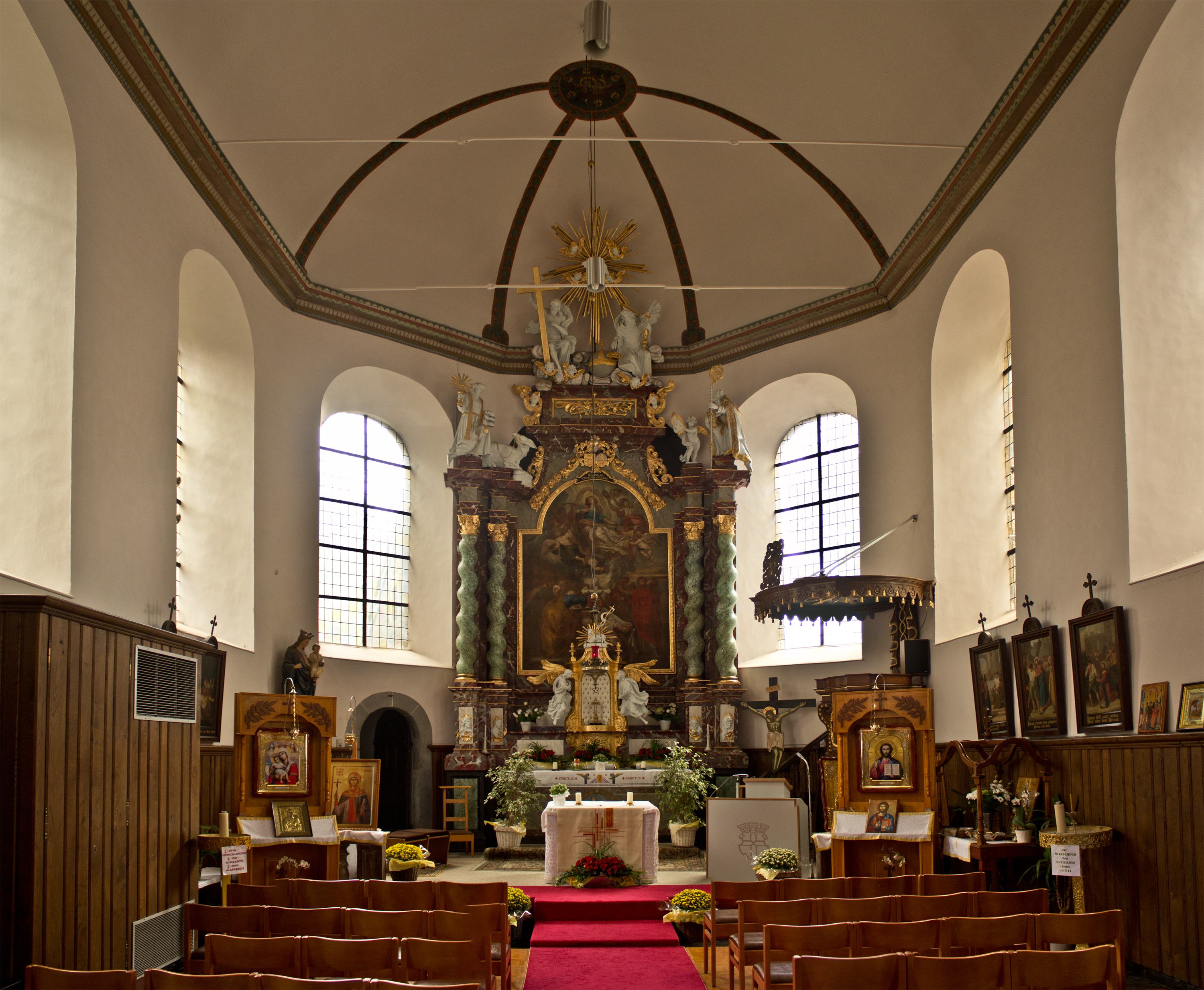
Interieur met hoofdaltaar

De Sint-Lambertuskapel (Lambertuskapelle of Werthkapelle) is een kerkgebouw in de Belgische stad Eupen, gelegen aan de Werthplatz.

## Geschiedenis
De kapel werd gesticht in 1686 door de koopmansfamilie Klebanck, aangezien de afstand tot de Sint-Niklaaskerk betrekkelijk groot was. In 1690 werd de eerste steen gelegd en in 1691 werd de eerste Mis in de kapel opgedragen. De geestelijke verzorging geschiedde vanuit de Abdij van Rolduc. In 1729 werd de kapel gewijd als Onze-Lieve-Vrouw-Hemelvaartkerk en in 1730 werd ze door de Sint-Nicolaasparochie overgenomen en vanaf 1750 stond ze bekend als Sint-Lambertuskapel. Nadere achtergronden van deze veranderingen zijn niet bekend.
In 1820 dreigde de straatgevel in te storten. Een nieuwe voorgevel in de stijl van het neoclassicisme, naar ontwerp van Leonard Baltus, werd aangebracht. Zo kreeg het bouwwerk een merkwaardige combinatie van twee bouwstijlen.
Einde 20e en begin 21e eeuw werden renovatiewerkzaamheden uitgevoerd en in 2014 werd besloten de kapel als simultaankerk te gebruiken. Naast de rooms-katholieke parochie ging ook de Grieks-Orthodoxe parochie, gewijd aan Nina van Georgië, er gebruik van maken.

## Gebouw
Het betreft een 17e-eeuws eenbeukig bouwwerk van drie traveeën, met een driezijdig gesloten koor, uitgevoerd in breuksteen. Aan de westgevel is een vierkant traptorentje vastgebouwd. In 1820 werd de bouwvallige voorgevel afgebroken en vervangen door een voorbouw op rechthoekige plattegrond. De hoekpilasters, uitgevoerd in blauwe hardsteen en breuksteen, vallen op. In een nis boven de ingang is een beeld van de heilige Lambertus geplaatst. Zowel boven de ingang als boven de voorgevel is een driehoekig fronton te zien. De voorbouw wordt bekroond door een vierkant dakruitertje.

## Interieur
De kerkruimte wordt overwelfd door een tongewelf. Het hoofdaltaar is van 1694 en uitgevoerd in barokstijl. Tussen twee Salomonische zuilen bevindt zich een schilderij dat de Hemelvaart van Maria voorstelt en een kopie is van een schilderij van Peter Paul Rubens.
De preekstoel is van 1720, de communiebank van 1740. Het orgel is van 1840 en werd vervaardigd door de firma Engelbert Maaß.